# Special-purpose vehicle
Een special-purpose vehicle (SPV), doelvennootschap of buitenbalansvehikel is een vennootschap die slechts voor een enkele transactie wordt opgericht en gebruikt. Men spreekt ook wel van SPC (special-purpose company) of SPE (special-purpose entity).

## Redenen voor het gebruik van een SPV
Er kunnen verschillende redenen zijn waarom men een bepaalde transactie of project in een aparte vennootschap met zelfstandige rechtspersoonlijkheid wil onderbengen.  
- Een reden kan zijn dat men het risico op deze transactie wil isoleren van de andere activa en passiva van het bedrijf (de oorspronkelijke eigenaar wordt in de context van de transactie vaak aangeduid als originator). Om een maximum isolatie te bereiken kan men een aandeelhouderloos vehikel opzetten dat aandeelhouder wordt van het SPV, men spreekt dan van een orphan structure. De reden voor deze isolatie is:
  - Het afschermen van de transactie van een eventueel faillissement van het bedrijf zelf (bankruptcy remoteness);
  - Gebruik kunnen maken van een belastingvriendelijke jurisdictie of een bijzonder fiscaal regime, waarbij het van belang is de transactie zo zelfstandig mogelijk op te zetten. Zou men dit niet doen, dan kan de belastingdienst in het land van de originator zich op het standpunt stellen dat de transactie onder de (vaak zwaardere) belastingplicht van de originator valt.
- Ook kunnen er competitieve redenen achter zitten. Een nieuwe vennootschap zal namelijk niet gebonden zijn aan bestaande contracten van het bestaande bedrijf heeft, dus kan het bedrijf bepaalde intellectuele eigendommen hierin onderbrengen.
- Tevens kunnen er belastingtechnische redenen bestaan voor het gebruik van een SPV, hoewel een puur ´tax driven´ transactie riskant is omdat deze als misbruik kan worden aangemerkt. Wel probeert men binnen het originele doel van de transactie de fiscaal voordelige weg te kiezen.
- Ten slotte zal een "schone" vennootschap minder lastige (publiekrechtelijke, effectenrechtelijke en andere) toetsingsprocedures hoeven te doorlopen voor het aan de transactie mag deelnemen. Om deze reden wordt een SPV vrijwel nooit herbruikt, maar altijd geliquideerd.

Een bedrijf kan SPV's zelf beheren, maar kan hier ook een speciale dienstverlener voor gebruiken: een trustkantoor. Met name met het wegvallen van fiscaal gedreven holdingconstructies ten gevolge van politieke verontwaardiging en aanscherping van fiscale regels, vormt het management van SPVs een steeds belangrijker bron van inkomsten voor trustkantoren en voormalig belastingparadijzen.

## Kenmerken
De volgende elementen zijn van belang voor een SPV:
- De entiteit kan snel worden opgericht. Vaak zijn hiervoor een bankrekening voor het startkapitaal en een oprichtingshandeling nodig;
- De registratie bij de belastingdienst en het handelsregister verloopt vlot;
- De entiteit kwalificeert als fiscaal inwoner van het land en kan gebruikmaken van verdragsvoordelen. Belangrijk is dat men door middel van een specifiek belastingregime of door belastingplanning lan bereiken dat de transactie niet of laag belast is, omdat deze anders te duur wordt;
- De entiteit kan met een minimum aan administratieve rompslomp direct aan het rechtsverkeer deelnemen.

Vaak ziet men dat bepaalde landen hier meer mogelijkheden bieden dan anderen, waardoor men SPVs vaak ziet in handelslanden en in landen die (voorheen) als belastingparadijs werden gezien.
SPVs kan men vaak herkennen aan:
- De naam. Deze is vaak ofwel afgeleid van de sponsor, activa of het soort transactie, of een neutrale term, en vaak vergezeld van een volgnummer. Typische (fictieve) namen voor SPVs zijn ´Lithium CLO III S.A.´, Avoca Disstressed Asset Fund IX B.V.´, ´Red Star Asset Management S.A.´, ´Bremen-Vahr Grundstück KGaA´.
- De doelomschrijving in de statuten;
- De samenstelling van de belans (zeer veel homogene activa, en een zeer dunne balanskapitalisatie met veel vreemd vermogen en bijna geen eigen vermogen);
- Documenten die grotendeels gecentreerd zijn rondom deze ene transactie. Deze documenten bevatten vaak specifieke contractuele bepalingen die men slechts bij SPVs ziet, zoals ´limited recourse´, ´non-petition´ en compartmentalisering;
- Een stichting of trust als aandeelhouder;
- Het niet hebben van dochtermaatschappijen. SPVs bezitten zelden aandelen en als ze dat wel bezitten dan is het hooguit als tijdelijke investering;
- Gebruikmaking van een speciaal juridisch of fiscaal regime (bijvoorbeeld de Luxemburgse securitisatiewet);
- Het ontbreken van werknemers of daadwerkelijke bedrijfsactiviteiten. SPVs werken vaak op de ´automatische piloot´ door de zeer gedetailleerde transactiedocumentatie, en vrijwel alle taken zijn uitbesteed. Om continuïteit en instandhouding te waarborgen, worden vaak enerzijds eisen aan de dienstverleners gesteld maar kunnen zij aan de andere kant het contract niet zomaar opzeggen (´lock-in´).
- Een adres dat overeenkomt met dat van een trustkantoor en (meestal) het ontbreken van een eigen website of telefoonnummer. Het is mogelijk tegen extra betaling op de locatie van het trustkantoor een kantoorruimte, telefoonnummer, fax, brievenbus en naamplaatje te krijgen, hetgeen van belang is voor de fiscale substance. Het is ook mogelijk een werknemer van het trustkantoor in (deeltijds) dienstverband toe te laten treden tot het SPV, hoewel dit zelden gebeurt;
- De bestuurders zijn in ook zeer veel andere vennootschappen bestuurder. Voor werknemers bij trustkantoren is twintig tot honderd mandaten per persoon niet ongewoon. Ook wanneer de sponsor van de transactie zelf een bestuurder levert, is deze ook vaak bestuurder in zeer veel andere vennootschappen van de klant. Bij holding-SPVs van private equity bedrijven is het gebruikelijk dat er ten minste één bestuurder van het private equity bedrijf in de Board zitting heeft naast de door het trustkantoor benoemde bestuurders.

SPV's vindt men dan ook meestal terug in zogenaamde gestructureerde financiën. Voorbeelden hiervan zijn:
- Securitisaties;
- Vliegtuigleases;
- Projectfinanciering.

## Compartimenten
Sommige landen, zoals Luxemburg en Jersey, bieden de mogelijkheid om in een SPV compartimenten aan te brengen. Een compartiment is een scheiding van aansprakelijkheid kunnen het rechtspersoonlijk vermogen van het SPV. Zo kan men in een enkel SPV verschillende transacties of projecten onderbrengen, zolang men deze maar contractueel duidelijk gescheiden houdt. Compartimenten kunnen afzonderlijk door het bestuur gecreëerd worden, en ook weer geliquideerd.
De voorwaarden zijn meestal dat de statuten de mogelijkheid bieden, dat het bestuur middels een besluit een compartiment expliciet opent, en dat ieder aan dit compartiment gelinkt document dit duidelijk aangeeft. Ook is er, van rechtswege, altijd een ´algemeen compartiment´, waarin de algehele verplichtingen van de vennootschap zelf zijn ondergebracht. Hoewel dergelijke compartimenten extra werk voor de dienstverleners betekenen, zijn ze vaak goedkoper dan dat men voor iedere transactie een aparte vennootschap opricht. Men kan hier vooral besparen op notariskosten, auditkosten, kosten voor bestuurders, handelsregisterkosten. Bovendien is de creatie van een compartiment sneller en gaat deze met minder rompslomp gepaard dan de oprichting van een nieuwe vennootschap bij de notaris.

## Nadelen
Aan het gebruik van SPVs kunnen ook nadelen kleven.
- Trustkantoren en bestuurders zitten in een kwetsbare positie daar zij wel de iure maar niet de facto over de transactie kunnen beslissen. Hierdoor kunnen ze aansprakelijk worden gesteld voor zaken waar ze vrijwel geen controle over hebben, ook over uitbestede taken.
- Een wijziging in de belastingdoctrine kan ertoe leiden dat de fiscale voordelen van een SPV teniet gaan en de transactie hierdoor ineens duurder wordt.
- De maatschappij kan SPVs associëren met belastingontwijking, fraude of witwassen, waardoor politieke druk ontstaat om deze hard aan te pakken.
- Als de originator de activa aan het SPV heeft verkocht middels een true sale is hij daadwerkelijk niet langer de eigenaar. Dit betekent dat hij ook minder controle over de activa heeft. Bij een eventueel faillissement kan de curator trachten de true sale te betwisten opdat de activa in de boedel vallen, wat weer een risico is voor de investeerders.
- Wanneer aan het eind van de rit alle activa te gelde zijn gemaakt is er een risico dat er onvoldoende geld is voor de liquidatiekosten. Het trustkantoor kan dan hiermee blijven zitten omdat alle andere partijen al zijn betaald, geen motivering meer hebben om bij het SPV betrokken te blijven, en hun handen ervan aftrekken, en er bij orphan structuren ook geen kapitaalkrachtige aandeelhouder is die kan bijspringen. Het trustkantoor moet dan de liquidatie uit eigen zak betalen. Dit komt ook voor bij SPVs die al zijn opgericht maar waarbij de transactie op het laatste moment is afgeketst. Trustkantoren dekken dit risico meestal af door van tevoren voorschotten te vragen; bovendien worden ook de betaalde bedragen voor het volstorten van de aandelen vaak tijdens de transactie ongemoeid gelaten waardoor dit geld nadien beschikbaar is om de liquidatie te financieren.